# 民兵

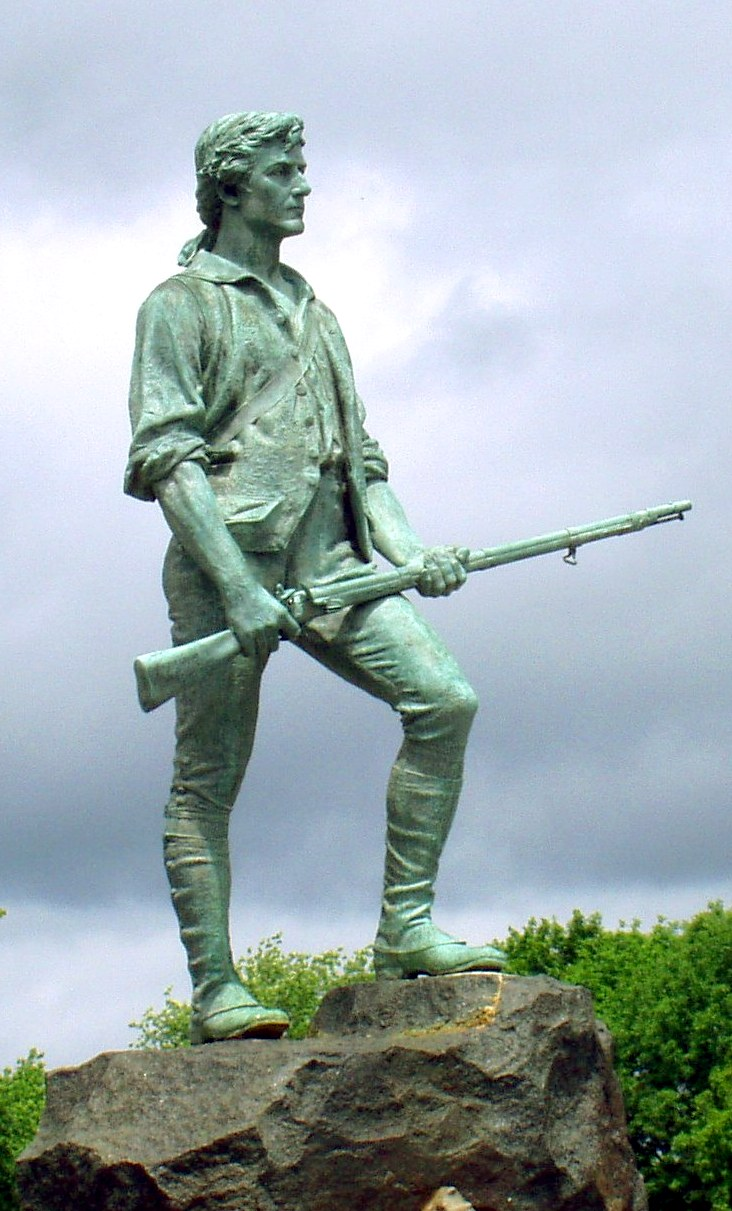
約翰·帕克銅像，他在美國獨立戰爭時期曾經擔任列克星敦民兵的指揮官

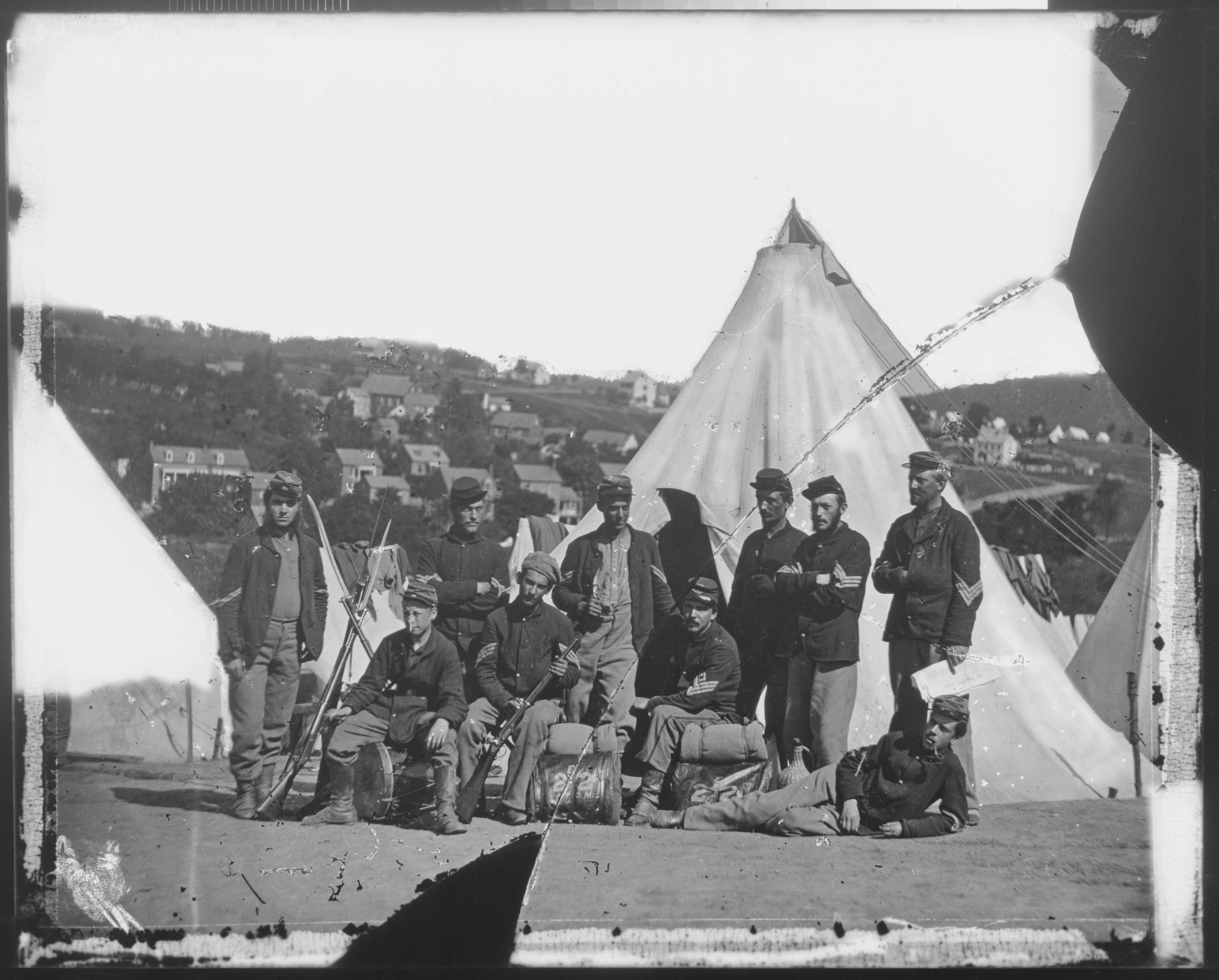
美國南北戰爭時期的民兵

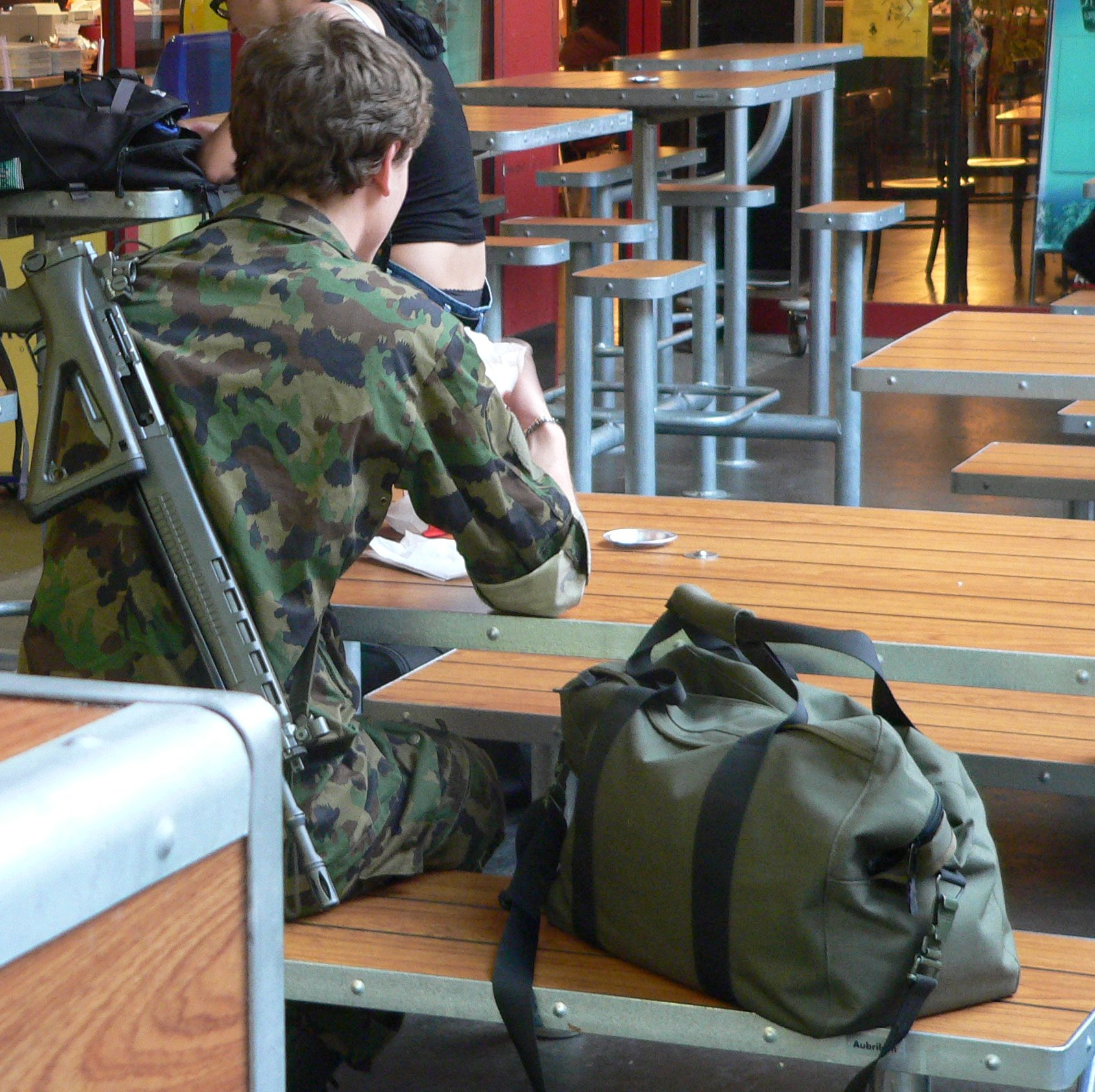
瑞士民兵

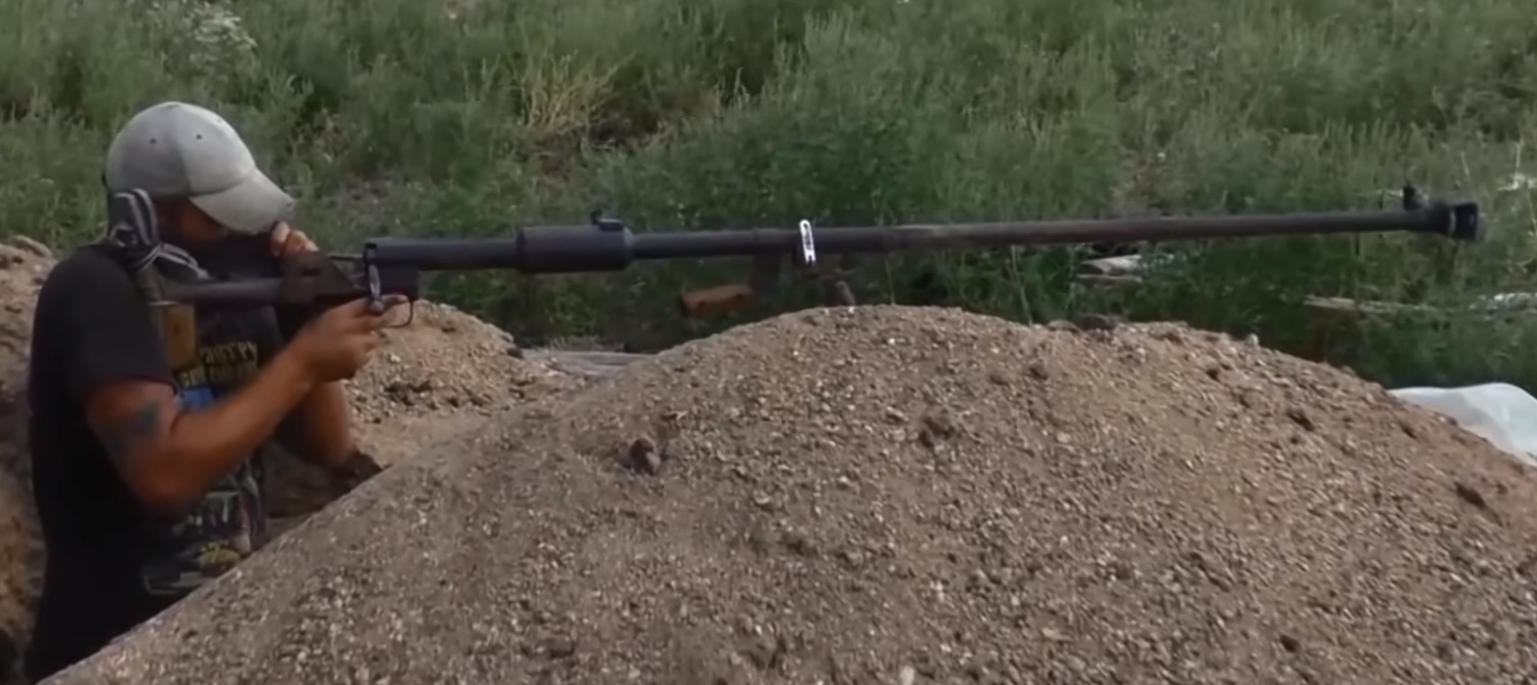
頓巴斯戰爭時期的烏克蘭東部親俄武裝民兵

民兵（英語：Militia），又称武裝民兵，是一種由非現役或後備軍人組成的軍事組織，成員多來自在地的國民或居民，成員不是職業軍人，通常來自各行各業，但包括自軍中退役的退伍軍人。
民兵可能出現的場合，包括作為一個國家對抗外敵時的輔助或是後備補充兵力，也可能是在內戰的場合出現在反對政府的武裝力量當中，或者是在和平時期民間自己組織的武裝力量。民兵多半有固定的工作或者是職業，只有在需要的時候才會組織起來執行戰鬥或者是相關的支援任務。
在歷史上民兵參與戰爭或者是衝突的機會非常多，無論是在傳統正規軍隊作戰的場合，或者是作為游擊戰的武裝力量。包括美国独立战争、美國南北戰爭、第二次世界大戰、国共内战、越戰、蘇聯入侵阿富汗、對抗伊斯蘭國、頓巴斯戰爭、2022年俄羅斯入侵烏克蘭等時期，以及在非洲許多內戰當中，民兵发挥了重要的作用。现在美国允許人民擁有槍枝的權利也與美國獨立戰爭的民兵有很大關聯（參見：美國憲法第二修正案）。

## 各地组织

### 亚洲

#### 大清
- 團練
- 鄉勇

#### 中华人民共和国
- 中国民兵

#### 中華民國
- 台灣自治聯軍
- 嘉義民兵
- 二七部隊
- 雄中自衛隊
- 民眾自衛總隊

#### 朝鮮民主主義人民共和國
- 工农赤卫军

#### 日本
- 國民義勇隊
- 奇兵队

#### 越南
- 越南自卫民兵（英语：Vietnam Self-Defence Militia）

#### 英屬香港
- 曉士兵團

#### 伊朗
- 巴斯基

#### 伊拉克
- 人民动员
- 和平卫士团
- 巴德尔组织
- 真主党旅

#### 叙利亚
- 联合自由力量
- 国防军 (叙利亚)

#### 土耳其
- 乡村防卫体系（英语：Village guard system）

#### 亞美尼亞
- 亚美尼亚民兵（英语：Armenian fedayi）

### 欧洲

#### 德国
- 人民冲锋队
- 自由军团
- 工人阶级战斗队

#### 法國
- 国民自卫军
- 法兰西民兵

#### 義大利
- 黑衫军
- 国民共和国卫队

#### 西班牙
- 国民民兵(西班牙)（英语：National Militia (Spain)）
- 反法西斯工农民兵

#### 荷蘭
- 国民预备队（英语：National Reserve Corps）

#### 挪威
- 挪威乡土防卫队（英语：Norwegian Home Guard）

#### 瑞典
- 瑞典乡土防卫队

#### 丹麦
- 丹麦乡土防卫队（英语：Home Guard (Denmark)）

#### 爱沙尼亚
- 爱沙尼亚防卫联盟

#### 拉脫維亞
- 拉脱维亚国民警卫队（英语：Latvian National Guard）

#### 波蘭
- 领土防卫军(波兰)

#### 乌克兰
- 烏克蘭領土防衛國際軍團
- 烏克蘭志願軍（烏克蘭語：Добровольчий_український_корпус）
- 烏克蘭人民抵抗運動（英语：Popular Resistance of Ukraine）
- 別爾江斯克游擊隊
- 黃絲帶運動
- 阿泰什

#### 匈牙利
- 工人民兵

#### 羅馬尼亞
- 爱国卫队(罗马尼亚)（英语：Patriotic Guards (Romania)）

#### 捷克斯洛伐克
- 人民民兵(捷克斯洛伐克)（英语：People's Militias (Czechoslovakia)）

#### 苏联
- 人民民兵(苏联)（英语：Narodnoe Opolcheniye）

### 非洲

#### 苏丹
- 金戈威德

#### 衣索比亞
- 人民民兵(埃塞俄比亚)（英语：People's Militia (Ethiopia)）

#### 布吉納法索
- 人民民兵(布基纳法索)（英语：People's Militia (Burkina Faso)）

#### 刚果民主共和国
- 马伊马伊
- 忍者 (民兵)

### 美洲

#### 美国
- 分钟人
- 爱国者运动

#### 加拿大
- 加拿大民兵（英语：Canadian Militia）

#### 古巴
- 领土部队民兵（英语：Territorial Troops Militia）